# Eudorylas opinatus
Eudorylas opinatus är en tvåvingeart som först beskrevs av Hardy 1950.  Eudorylas opinatus ingår i släktet Eudorylas och familjen ögonflugor. Inga underarter finns listade i Catalogue of Life.